# Stockholm Open 2019
Lo Stockholm Open 2019, conosciuto anche come Intrum Stockholm Open 2019 per motivi di sponsorizzazione, è stato un torneo di tennis giocato su campi in cemento al coperto. È stata la 51ª edizione dello Stockholm Open facente parte della categoria ATP Tour 250 nell'ambito dell'ATP Tour 2019. Gli incontri si sono svolti al Kungliga tennishallen di Stoccolma, in Svezia, dal 14 al 20 ottobre 2019.

## Partecipanti

### Teste di serie
| Nazionalità | Giocatore           | Ranking* | Testa di serie |
| ----------- | ------------------- | -------- | -------------- |
| Italia      | Fabio Fognini       | 12       | 1              |
| Bulgaria    | Grigor Dimitrov     | 27       | 2              |
| Stati Uniti | Taylor Fritz        | 29       | 3              |
| Canada      | Denis Shapovalov    | 36       | 4              |
| Spagna      | Pablo Carreño Busta | 37       | 5              |
| Stati Uniti | Reilly Opelka       | 40       | 6              |
| Spagna      | Fernando Verdasco   | 41       | 7              |
| Regno Unito | Daniel Evans        | 43       | 8              |

* Ranking al 7 ottobre 2019.

### Altri partecipanti
I seguenti giocatori hanno ricevuto una wildcard per il tabellone principale:
- Grigor Dimitrov
- Elias Ymer
- Mikael Ymer

Il seguente giocatore è entrato in tabellone con il ranking protetto:
- Janko Tipsarević

I seguenti giocatori sono passati dalle qualificazioni:

- Dennis Novak
- Tommy Paul
- Alexei Popyrin
- Cedrik-Marcel Stebe

I seguenti giocatori sono entrati in tabellone come Lucky loser:
- Oscar Otte
- Gianluca Mager
- Yūichi Sugita

### Ritiri
Prima del torneo
- Marco Cecchinato → sostituito da  Stefano Travaglia
- Juan Martín del Potro → sostituito da  Janko Tipsarević
- Márton Fucsovics → sostituito da  Oscar Otte
- Tommy Paul → sostituito da  Gianluca Mager
- Lucas Pouille → sostituito da  Brayden Schnur
- Fernando Verdasco → sostituito da  Yūichi Sugita

## Partecipanti al doppio

### Teste di serie
| Nazionalità | Giocatore         | Nazionalità | Giocatore      | Ranking1 | Testa di serie |
| ----------- | ----------------- | ----------- | -------------- | -------- | -------------- |
| Paesi Bassi | Jean-Julien Rojer | Romania     | Horia Tecău    | 39       | 1              |
| Croazia     | Ivan Dodig        | Slovacchia  | Filip Polášek  | 43       | 2              |
| Croazia     | Mate Pavić        | Brasile     | Bruno Soares   | 44       | 3              |
| Paesi Bassi | Wesley Koolhof    | Francia     | Fabrice Martin | 45       | 4              |

* Ranking aggiornato al 7 ottobre 2019.

### Altri partecipanti
Le seguenti coppie hanno ricevuto una wild card per il tabellone principale:
- André Göransson /  Nathaniel Lammons
- Elias Ymer /  Mikael Ymer

## Campioni

### Singolare
Denis Shapovalov ha sconfitto in finale  Filip Krajinović con il punteggio di 6-4, 6-4.
- È il primo titolo in carriera per Shapovalov.

### Doppio
Henri Kontinen /  Édouard Roger-Vasselin hanno sconfitto in finale  Mate Pavić /  Bruno Soares con il punteggio di 6-4, 6-2.